# The Beloved
The Beloved, brittisk elektronisk pop/dance-grupp inspirerad av psykedelisk musik, bildad 1985 i Cambridge, England. Medlemmar i gruppen har varierat, men med från början har sångaren Jon Marsh varit, vilken också har varit gruppens kärna. Största hitsen under gruppnamnet är "Hello" (1990) och "Sweet Harmony" (1993). Marsh har på senare tid ägnat sig åt soloprojekt.

## Diskografi
Album
- Where It Is (1988)
- Happiness (1990)
- Blissed Out (1990)
- Conscience (1993)
- The Beloved (1995) (promo)
- X (1996)
- Single File (1997) (samlingsalbum)
- The Sun Rising (2005)  (samlingsalbum)
- Sweet Harmony: The Very Best Of The Beloved (2011) (samlingsalbum)

Singlar (topp 40 på UK Singles Chart / UK Indie Chart)
- "A Hundred Words" (1986) #15 UK Indie
- "This Means War" (1986) #22 UK Indie
- "Happy Now" (1987) #22 UK Indie
- "Surprise Me" / "Forever Dancing" (1987) #15 UK Indie
- "The Sun Rising" (1989) #26 UK
- "Hello" (1990) #19 UK
- "Your Love Takes Me Higher" (återutgåva) (1990) #39 UK
- "Sweet Harmony" (1993) #8 UK
- "You've Got Me Thinking" / "Celebrate Your Life" (1993) #23 UK
- "Outerspace Girl" (1993) #38 UK
- "Satellite" (1996) #19 UK
- "The Sun Rising" / "The Sun Rising (remix)" (1997) #31 UK